# Dina Salústio
Dina Salústio, eigentlich Bernardina Oliveira,  (* 1941 auf Santo Antão, Kap Verden) ist eine kapverdianische Schriftstellerin.

## Leben und Wirken
Dina Salústio war als  Lehrerin, Sozialarbeiterin und Journalistin tätig, vor allem in Angola, Portugal und den Kap Verden.
Sie ist Gründungsmitglied der Akademie für Literatur der Kap Verden.
Als Schriftstellerin ist sie als Romanautorin, Lyrikerin, Essayistin  sowie Autorin von Kinder- und Jugendbüchern und Kurzgeschichten tätig. Ihre Werke werden als Lehrwerke an Universitäten in Portugal, Brasilien, auf den Kap Verden und Italien eingesetzt.
Sie erhielt einige Preise und Auszeichnungen, so die 1. Grad Vulcano-Medaille des Staatspräsidenten der Republik der Kap Verden 2010 und den Rosalia-Castro-Preis 2016 in Spanien.

## Werk (Auswahl)
- Mornas eram as Noites, 1994.
- A Louca de Serrano, 1998.
- Violência Contra as Mulheres (Studie), 2001.
- Cabo Verde 30 anos de Edições – 1975–2005, Literaturenzyklopädie (Herausgeberin),
- Filhas do Vento, Roman, 2009.